# Episodi de Il commissariato Saint Martin (undicesima stagione)
L'undicesima stagione della serie televisiva Il commissariato Saint Martin è stata trasmessa in anteprima in Francia dalla France 2 tra il 9 febbraio 2007 e il 4 maggio 2007.
| nº | Titolo originale      | Titolo italiano | Prima TV Francia | Prima TV Italia |
| -- | --------------------- | --------------- | ---------------- | --------------- |
| 1  | Crime                 |                 | 9 febbraio 2007  |                 |
| 2  | Irresponsables        |                 | 16 febbraio 2007 |                 |
| 3  | Substance nuisible    |                 | 23 febbraio 2007 |                 |
| 4  | Les bonnes intentions |                 | 2 marzo 2007     |                 |
| 5  | Mauvais élément       |                 | 9 marzo 2007     |                 |
| 6  | Jardins secrets       |                 | 16 marzo 2007    |                 |
| 7  | Abus de faiblesse     |                 | 23 marzo 2007    |                 |
| 8  | Esprit d'initiative   |                 | 31 marzo 2007    |                 |
| 9  | Femme fatale          |                 | 6 aprile 2007    |                 |
| 10 | Service funèbre       |                 | 13 aprile 2007   |                 |
| 11 | Convoitise            |                 | 20 aprile 2007   |                 |
| 12 | Vide-grenier          |                 | 27 aprile 2007   |                 |
| 13 | Crise d'identité      |                 | 4 maggio 2007    |                 |